# Графство Корнуай
Графство Корнуай (Корнуаль, Корнуэль) (фр. Comte de Cornouaille) — феодальное владение в Бретани со столицей в городе Кемпер, образованное на месте королевства Корнуай, а затем объединившееся с герцогством Бретань.

## История
История графства Корнуай, также как и королевства, сильно запутана, и некоторые графы неизвестны. 9 июля 871 года упоминается граф Корнуая Риваллон. Во время правления Алена I Великого графом Корнуая был Гурмаелон, ставший впоследствии князем Бретани. Гурмаелон скончался около 913 года.
Следующий граф, Будик, упоминаемый умершим в 945/952 году, был представителем другой династии, став основателем дома де Корнуай. Ему наследовал сын Бенедикт, который скончался в 1026 году, передав графство своему сыну Алену. Последний женился на Юдит, графине Нанта. Поэтому, когда Ален скончался в 1058 году, а Юдит — в 1063 году, их сын Хоэль стал обладателем двух графств.
Хоэль женился на Авоизе, наследнице герцогства Бретань, после чего сам стал герцогом. Его сын Ален, унаследовав все владения отца, таким образом закрепил объединение графства Корнуай с герцогством.

## Список графов Корнуая
- ?—после 9 июля 871: Риваллон (ум. после 9 июля 871)
- ?—после 25 октября 913: Гурмаелон (ум. после 25 октября 913), князь Бретани с 908 года
- ?—до 952: Будик (ум. до 952)
- до 952—1026: Бенедикт (ум. 1026), сын предыдущего
- 1026—1058: Ален (ум. 1058), сын предыдущего
- 1058—1084: Хоэль II (ум. 1084), граф Нанта с 1063, герцог Бретани с 1066, сын предыдущего
- 1084—1119: Ален IV (ум. 1119), граф Нанта и герцог Бретани с 1084, сын предыдущего
- Объединилось с герцогством Бретань.